# Taiaroidae
Taiaroidae is een familie van zachte koralen uit de klasse der Anthozoa (Bloemdieren).

## Geslacht
- Taiaroa Bayer & Muzik, 1976